# Instantbird
Instantbird is een meertalige instant messenger gebaseerd op XULRunner (software van Mozilla) en maakt gebruik van libpurple, een bibliotheek onderhouden door de ontwikkelaars van Pidgin. Doordat XULRunner gebruikt wordt lijkt Instantbird op Mozilla Firefox en Mozilla Thunderbird. Berichten in de media stelden dat Instantbird een chatprogramma is van Mozilla. In de praktijk wordt Instantbird ontwikkeld door het Instantbird-team. Hierbij zou de tekst Powered by Mozilla op de website verwijzen naar de technologieën van Mozilla die gebruikt werden. Mozilla heeft het Instantbird-team niet financieel ondersteund.

## Functies
Instantbird biedt ondersteuning voor:
- OSCAR (AIM/ICQ/.Mac), Gadu-Gadu, Groupwise, IRC, MSNP (MSN), MyspaceIM, QQ, SILC, SIMPLE, Lotus Sametime, XMPP (waaronder Google Talk), YSMG (Yahoo! Messenger), Zephyr en Netsoul
- tabbladen
- extensies, om de functionaliteit uit te breiden en aan te passen.
- thema's, om het uiterlijk te wijzigen.

## Licentie
Instantbird is vrije en opensourcesoftware beschikbaar voor Windows, Mac en Linux onder de GPL 2.0+ met delen onder een tri-licentie van GPL 2.0, MPL 1.1 en LGPL 2.1. Er moet dus minstens voldaan worden aan de licentievoorwaarden voor de GPL 2.0 of hoger waarbij er rekening moet gehouden worden dat bij bepaalde delen de keuze bestaat om te kiezen tussen GPL 2.0, MPL 1.1 en LGPL 2.1.

## Versiegeschiedenis
- 1.0 - 28 juni 2011
- 1.1 - 16 oktober 2011
- 1.2 - 8 augustus 2012[1]
- 1.3 - 16 november 2012[2]
- 1.4 - 20 mei 2013[3]
- 1.5 - 20 december 2013[4]